# Lokales Komitee der Demokratischen Partei Chinas
Das Lokale Komitee der Chinesischen Demokratischen Partei (Chinesisch:中国民主党地方委员会; Pinyin: Zhōngguó Mínzhu Dǎng Difang Weiyuanhui) ist ein Sonderkomitee der Demokratischen Partei Chinas (DPC) mit dem Ziel, demokratische Reformen der lokalen Regierung in der Volksrepublik China einzuleiten. Die Partei wurde von der Kommunistischen Partei Chinas (KPCh) verboten. Das Lokale Komitee der Demokratischen Partei Chinas wurde 1989 von Cunzhu Zheng, einem ehemaligen Studentenführer in der Provinz Anhui und seit 2001 geheimes Mitglied der Demokratischen Partei Chinas, gegründet.

## Geschichte

### Gründung der Demokratischen Partei Chinas
Obwohl für das Datum der Gründung der 25. Juni 1998 angegeben wurde, registrierte die Gruppe die Partei am 28. Juni 1998, als Bill Clinton China besuchte. Wang Youcai, einer der Hauptaktivisten während des Tian’anmen-Massakers von 1989, ging zusammen mit Wang Donghai und Lin Hui in den Bürgerlichen Saal für öffentliche Angelegenheiten von Hangzhou in der Provinz Zhejiang, um diese Partei offiziell zu registrieren. Die Registrierung wurde jedoch abgelehnt.

### Reaktion der Kommunistischen Partei
Am 29. Juni 1998 wurde Wang von der Staatspolizei in seinem eigenen Haus vor seinen Familienangehörigen verhaftet. Ihm wurde vorgeworfen, eine Opposition gegen die chinesische Regierung geschaffen zu haben. Sein Prozess begann am 18. Dezember und dauerte nur wenige Stunden; er hatte keinen Anwalt. Am 21. Dezember 1998 wurde er rasch zu elf Jahren Haft und drei Jahren Entzug der politischen Rechte wegen Untergrabung verurteilt.
Am selben Tag wurde auch Xu Wenli, ein 55 Jahre altes Mitglied, zu 13 Jahren wegen des Sturzes der Kommunistischen Partei verurteilt.
Am 17. Dezember 1998 wurde Qing Yongmin wegen Verletzung der Staatssicherheit zu 12 Jahren Gefängnis verurteilt.
Li Peng, damals Vorsitzender des Ständigen Ausschusses des Nationalen Volkskongresses, proklamierte: „Wenn der Zweck [der Gruppe] gegen die Verfassung oder die Grundpolitik Chinas oder gegen die sozialistische Marktwirtschaft, nationale Einheit und Unabhängigkeit oder gegen soziale Stabilität verstößt und wenn er darauf abzielt, die Führung der Kommunistischen Partei zu negieren, dann wird sie nicht existieren dürfen.“
Im jährlichen Bericht über China von 2012 von Amnesty International heißt es: „Behörden [setzen fort], pro-demokratische und Menschenrechtsaktivisten zu schikanieren, einzuschüchtern, zu verfolgen und zu kriminalisieren.“ Freedom House erklärt, dass „oppositionelle Gruppen wie die Demokratische Partei Chinas (DPC) unterdrückt und Mitglieder inhaftiert werden“ (2012).

### Durchgriff gegen andere Mitglieder
Hunderte von Mitgliedern der Demokratischen Partei Chinas wurden festgenommen, verhaftet und zu Gefängnisstrafen verurteilt. Xu Guang, Tan Hai, Lai Jinbiao, Hu Chen, Wu Yuanming und Lou Baosheng sind einige der Mitglieder der Partei. Cyber-Dissident He Depu wurde ebenfalls verhaftet.

### Erste Organisation der Demokratischen Partei Chinas in den USA
Die meisten der Gründer der Partei wurden 1989 verhaftet. Xie Wanjun, der Gründer der Partei in der Provinz Shandong, floh in die USA und bildete später die Demokratische Partei Chinas Foundation in New York. Zwei neue Gruppen wurden später von Wang Jun und Liu Dongxing gegründet, die mit Xie Wanjun zusammenarbeiteten, bevor sie ihre eigenen Gruppen der Demokratischen Partei Chinas organisierten.

#### Hauptsitz der Demokratischen Partei Chinas in Übersee
Später wurde Xu Wenli am 24. Dezember 2002 in die USA verbannt. Ohne mit Xie Wanjun zu kommunizieren, um eine Einheitspartei zu gründen, gründete Xu Wenli eine neue Gruppe: Hauptsitz der Demokratischen Partei Chinas in Übersee. Seine Partei arbeitete nicht mit Xie Wanjun zusammen. Dies war der Beginn der Dissoziation der Demokratischen Partei Chinas.

#### Koordinationsplattform der Demokratischen Partei Chinas
Wang Youcai wurde am 4. März 2004 in die USA verbannt. Er gründete die  Koordinationsplattform der Demokratischen Partei Chinas, die von den Mitgliedern  der Partei unterstützt wird.

#### Kein vereinigtes Zentralkomitee des Demokratischen Partei Chinas
Da aufgrund von Meinungsverschiedenheiten für die Gründer der Partei keine Möglichkeit bestand, 1998 ein Treffen für die Gründung des Zentralkomitees der DPC abzuhalten und die Exil-Gründer in den USA nicht mitarbeiten konnten, konnte die Demokratische Partei Chinas nicht als Einheitspartei gegründet werden. Es gibt mehrere Parteien, die sich als „Hauptsitz“ oder „Zentralkomitee“ bezeichnen, doch kontrollieren sie einander nicht, sondern entwickeln sich unabhängig voneinander.
Im Januar 2008 gründete Parteimitglied Zheng Cunzhu das Lokale Komitee der Demokratischen Partei Chinas in Los Angeles. Zheng Cunzhu war ein ehemaliger Studentenführer während der vordemokratischen Bewegungen 1989 in der Provinz Anhui und veröffentlichte einen offenen Brief an die chinesischen Führer, in dem er sich für die Wiederaufnahme der politischen Reformen einsetzte.
Das Lokale Komitee der Demokratischen Partei Chinas wird versuchen, die Partei in den lokalen Städten zu etablieren und die örtliche Ausübung der Demokratie vorzuziehen.